# Wobbegonghajar
Wobbegonghajar eller wobbegonger (Orectolobidae) är en familj av hajar. Orectolobidae ingår i ordningen wobbegongartade hajar inom klassen hajar och rockor (Elasmobranchii). Enligt Catalogue of Life omfattar familjen Orectolobidae 12 arter.
Arterna har en avplattad kropp med påfallande mönster och de påminner så om en österländsk matta. Med hjälp av sina bröstfenor har de förmåga att röra sig på land under kortare tider. Vid varje näsborre finns en skäggtöm. Wobbegonger har fem gälöppningar och den fjärde samt den femte ligger ovanför bröstfenan.
Utbredningsområdet ligger i västra Stilla havet och östra Indiska oceanen nära kusterna. Ibland når individerna ett djup av 110 meter eller lite djupare. Honor lägger inga ägg utan föder cirka 20 eller fler levande ungar.
Släkten enligt Catalogue of Life:
- Eucrossorhinus
- Orectolobus
- Sutorectus